# ヴィクトリア・オーベリ
ヴィクトリア・オーベリ（Ulrika Victoria Åberg,1824年2月23日 - 1892年7月15日）は、フィンランド生まれの画家である。デュッセルドルフなどで学び、ドイツやイタリアで風景画家として働いた。アレクサンドラ・フロステラス＝ソルティン（Alexandra Frosterus-Såltin: 1837-1916）と並んで、フィンランド女性で、職業画家になった最初期の人物とされる。 

## 略歴
フィンランド南部のウーシマー県のロヴィーサで生まれた。ポルヴォーでジョゼフ・デサノール（Joseph Desanord）という画家に学び、1846年から女性のための工芸学校で絵画や刺繍の教師をしながら絵の修行を続けた。1848年から1850年の間は、ヘルシンキのフィンランド美術協会（Suomen Taideyhdistys）の絵画学校で学んだ。1858年にドイツのデュッセルドルフに渡り、当時美術学校は女性の入学を認めていなかったので、風景画家のハンス・ギューデから個人教授を1862年まで受けた。デュッセルドルフでヨハン・ヴィルヘルム・シルマーの弟子の画家、アレキサンデル・ミケリス（Alexander Michelis: 1823-1868）と知り合い、ヴァイマルの美術学校の教授となったミケリスにヴァイマルで個人教授をうけた。その後、ドレスデンに移り、ルートヴィヒ・リヒターの指導も受けた。ドイツ修行中の1861年にフィンランド美術協会が35歳以下の画家の最も優れた作品に贈る賞（Dukaattipalkinto）の一等を受賞した。1865年にサンクトペテルブルクの美術アカデミーの名誉会員に選ばれた。
1868年から1869年と1870年から1876年の間はイタリア、特にフィレンツェやローマで活動した。1883年からヴァイマルで暮らし1892年にヴァイマルで亡くなった。

## 作品

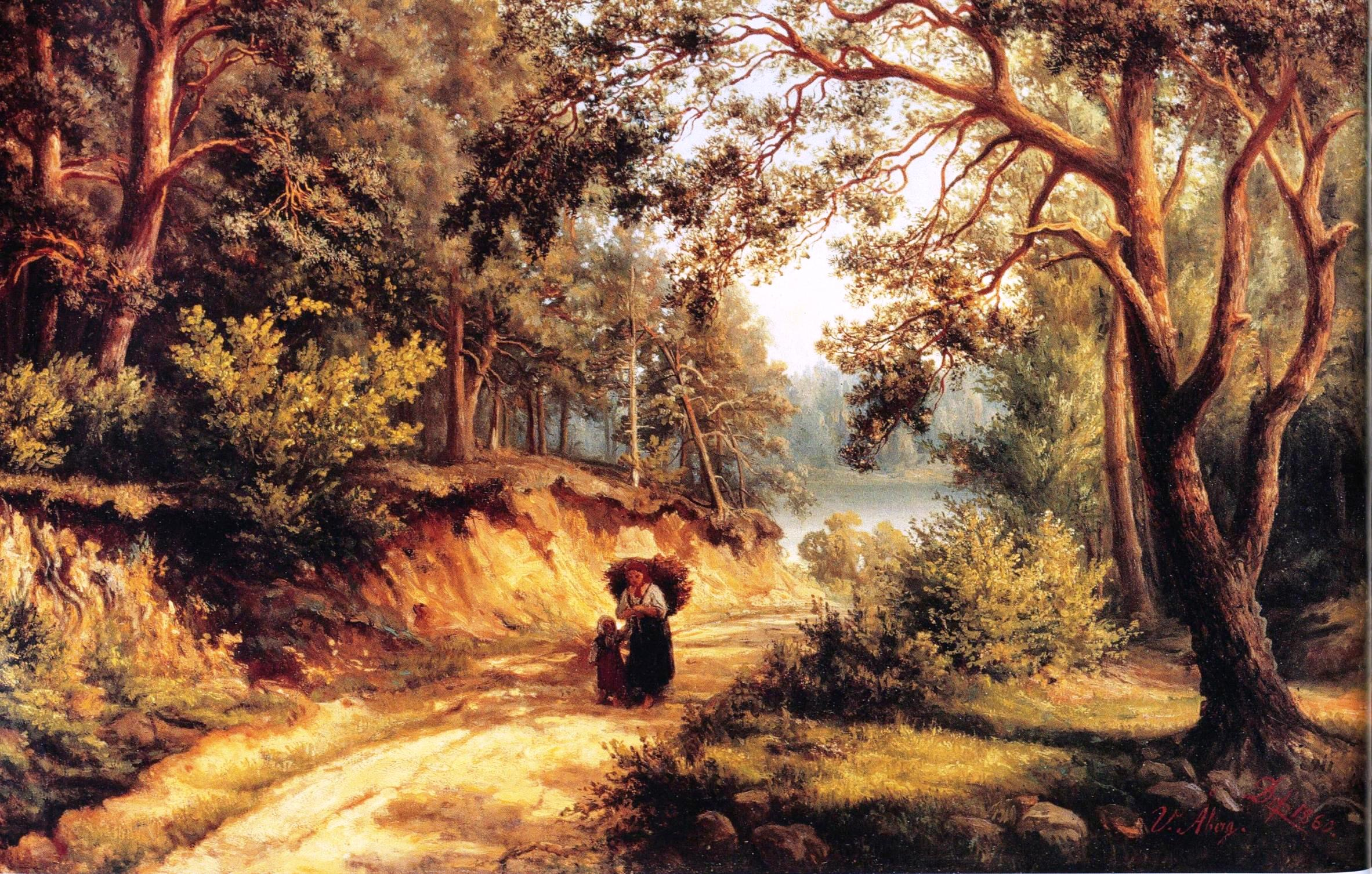
ドイツの風景 (1860) アテネウム美術館
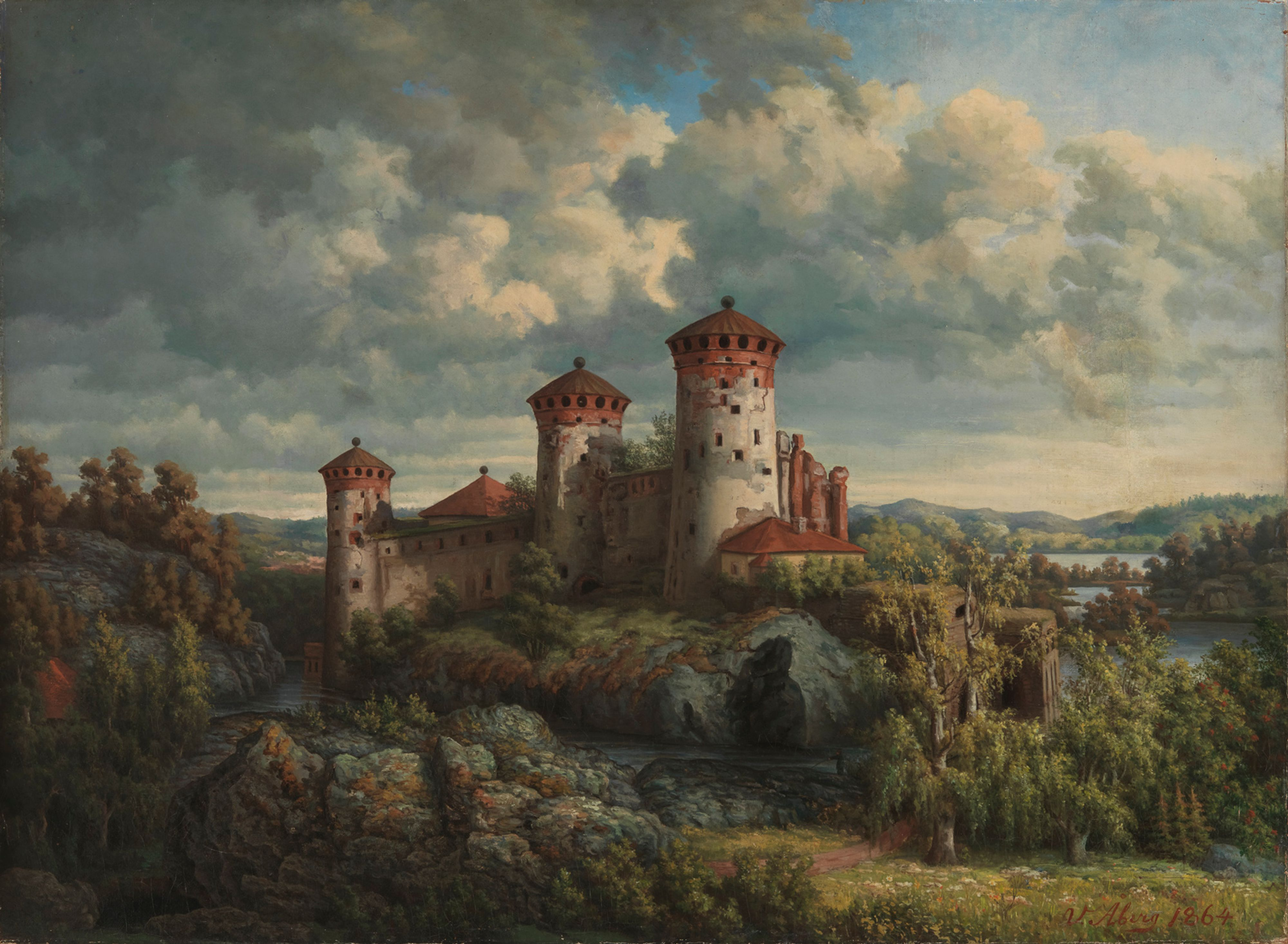
オラヴィ城 (1864) アテネウム美術館
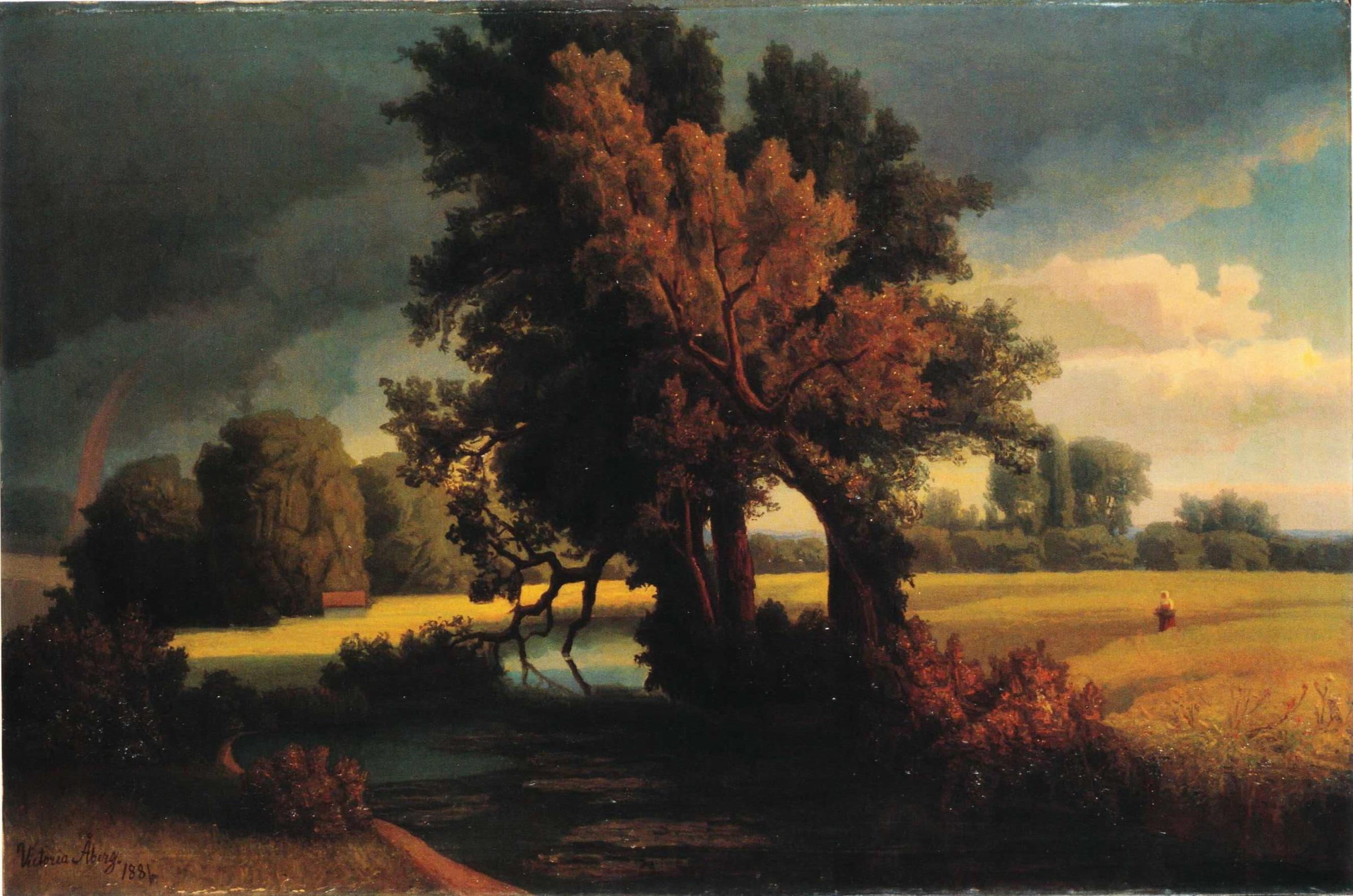
川辺の風景(1881) Nordea Art Foundation Finland